# タイ・ブラッチ
- タイ・ブラック
- タイソン・ブラッハ

タイソン・マイケル・ブラッチ（Tyson Michael Blach, 1990年10月20日 - ）は、アメリカ合衆国コロラド州デンバー出身のプロ野球選手（投手）。左投右打。MLBのテキサス・レンジャーズ傘下所属。愛称はザ・プリーチャー（The Preacher）。

## 経歴

### プロ入り前
レジス・ジェスイット高等学校時代には野球の他にテニスでもプレー。卒業後はクレイトン大学へ進学し、カレッジベースボールに出場した。

### プロ入りとジャイアンツ時代
2012年のMLBドラフト5巡目（全体178位）でサンフランシスコ・ジャイアンツから指名され、7月20日に契約。この年の登板はなかった。
2013年に傘下A+級サンノゼ・ジャイアンツでプロデビュー。22試合に登板（先発20試合）して12勝4敗、防御率2.90、117奪三振を記録した。
2014年はAA級リッチモンド・フライングスクウォーレルズでプレーし、25試合に先発登板して8勝8敗、防御率3.13、91奪三振を記録した。
2015年はAAA級サクラメント・リバーキャッツでプレーし、27試合に先発登板して11勝12敗、防御率4.78、93奪三振を記録した。オフの11月20日に40人枠に登録された。
2016年はAAA級サクラメントで26試合に先発登板し、14勝7敗、防御率3.43、113奪三振を記録した後、セプテンバー・コールアップで9月1日にメジャー初昇格を果たし。9月5日のコロラド・ロッキーズ戦で3番手としてメジャーデビューを果たした。メジャー2試合目の先発となった10月1日のロサンゼルス・ドジャース戦では7回まで相手先発のクレイトン・カーショウと投げ合い、ドジャース打線を8回まで3安打無失点に抑えてメジャー初勝利を挙げた。メジャー1年目は4試合に登板（先発2試合）、1勝0敗、防御率1.06、10奪三振を記録した。ポストシーズンのロースターにも登録され、シカゴ・カブスとのディビジョンシリーズ第3戦では延長12回から6番手として登板、2回を無失点に抑えて勝利投手となった。
2017年は開幕からリリーフとして7試合に登板後、4月下旬からは故障したマディソン・バムガーナーの穴を埋める形で先発ローテーション入りを果たした。最終的に34試合（先発24試合）に登板し、8勝12敗、防御率4.78という成績を残した。
2018年は3月29日のロサンゼルス・ドジャース戦に自身初の開幕投手として先発し、5回を投げてドジャース打線を3安打、3四球、無失点に抑え、クレイトン・カーショウに投げ勝った。その後は5月下旬からリリーフに配置転換し、最終的に47試合登板（先発13試合）、6勝7敗、防御率4.25という成績でシーズンを終えた。
2019年はAAA級サクラメントで開幕を迎え、メジャーでの登板はわずか2試合にとどまり、そのいずれも打ち込まれ、防御率は14.21に達した。7月27日にDFAとなった。

### オリオールズ時代
2019年8月3日にウェイバー公示を経てボルチモア・オリオールズへ移籍した。9月16日にDFAとなり、19日にマイナー契約で傘下のAAA級ノーフォーク・タイズへ配属された。移籍後はメジャーで5試合に先発登板したが、ここでも1勝3敗、防御率11.32と苦戦した。
2020年は7月にトミー・ジョン手術を受けることになり、8月10日に自由契約となった。
2021年3月30日にマイナー契約でオリオールズと再契約を結んだ。7月に実戦に復帰し、ルーキー級とA級で16試合に登板したが、メジャーに復帰することなくオフの11月7日に再びFAとなった。

### ロッキーズ時代
2021年12月17日にコロラド・ロッキーズとマイナー契約を結んだ。
2022年4月4日にメジャー契約を結びアクティブ・ロースター入りした。このシーズンは24試合に登板し、1勝1セーブ、防御率5.89という成績であった。
2023年はマイナー契約からスタートし、昇格と降格を繰り返しながら、メジャーで20試合（先発13試合）に登板、3勝3敗、防御率5.54という成績を残した。シーズン終了後の10月18日に40人枠から外れ、10月20日にFAとなった。12月20日にマイナー契約で再契約を結んだ。
2024年は20試合（先発12試合）に登板し、3勝8敗、防御率6.94、36奪三振を記録した。レギュラーシーズン終了後の9月30日にFAとなった。

### レンジャーズ傘下時代
2025年5月1日にテキサス・レンジャーズとマイナー契約を結んだ。

## 詳細情報

### 年度別投手成績
| 年 度    | 球 団    | 登 板 | 先 発 | 完 投 | 完 封 | 無 四 球 | 勝 利 | 敗 戦 | セ 丨 ブ | ホ 丨 ル ド | 勝 率 | 打 者 | 投 球 回 | 被 安 打 | 被 本 塁 打 | 与 四 球 | 敬 遠 | 与 死 球 | 奪 三 振 | 暴 投 | ボ 丨 ク | 失 点 | 自 責 点 | 防 御 率 | W H I P |
| -------- | -------- | ----- | ----- | ----- | ----- | -------- | ----- | ----- | -------- | ----------- | ----- | ----- | -------- | -------- | ----------- | -------- | ----- | -------- | -------- | ----- | -------- | ----- | -------- | -------- | ------- |
| 2016     | SF       | 4     | 2     | 0     | 0     | 0        | 1     | 0     | 0        | 0           | 1.000 | 62    | 17.0     | 8        | 1           | 5        | 0     | 0        | 10       | 0     | 1        | 2     | 2        | 1.06     | 0.77    |
| 2017     | SF       | 34    | 24    | 1     | 1     | 1        | 8     | 12    | 0        | 0           | .400  | 692   | 163.2    | 179      | 17          | 43       | 2     | 1        | 73       | 3     | 0        | 91    | 87       | 4.78     | 1.36    |
| 2018     | SF       | 47    | 13    | 0     | 0     | 0        | 6     | 7     | 0        | 3           | .462  | 512   | 118.2    | 133      | 8           | 41       | 4     | 1        | 75       | 1     | 1        | 62    | 56       | 4.25     | 1.47    |
| 2019     | SF       | 2     | 0     | 0     | 0     | 0        | 0     | 0     | 0        | 0           | ----  | 36    | 6.1      | 14       | 2           | 4        | 0     | 0        | 3        | 0     | 0        | 10    | 10       | 14.21    | 2.84    |
| 2019     | BAL      | 5     | 5     | 0     | 0     | 0        | 1     | 3     | 0        | 0           | .250  | 103   | 20.2     | 32       | 6           | 13       | 0     | 0        | 17       | 2     | 0        | 27    | 26       | 11.32    | 2.18    |
| '19計    | BAL      | 7     | 5     | 0     | 0     | 0        | 1     | 3     | 0        | 0           | .250  | 139   | 27.0     | 46       | 8           | 17       | 0     | 0        | 20       | 2     | 0        | 37    | 36       | 12.00    | 2.33    |
| 2022     | COL      | 24    | 1     | 0     | 0     | 0        | 1     | 0     | 1        | 0           | 1.000 | 193   | 44.1     | 51       | 4           | 11       | 2     | 2        | 29       | 1     | 0        | 29    | 29       | 5.89     | 1.40    |
| 2023     | COL      | 20    | 13    | 0     | 0     | 0        | 3     | 3     | 0        | 0           | .500  | 352   | 78.0     | 104      | 15          | 24       | 0     | 6        | 50       | 1     | 0        | 51    | 48       | 5.54     | 1.64    |
| 2024     | COL      | 20    | 12    | 0     | 0     | 0        | 3     | 8     | 0        | 0           | .273  | 330   | 71.1     | 103      | 17          | 18       | 0     | 6        | 36       | 1     | 0        | 55    | 55       | 6.94     | 1.70    |
| MLB：7年 | MLB：7年 | 156   | 70    | 1     | 1     | 1        | 23    | 33    | 1        | 3           | .411  | 2280  | 520.0    | 624      | 70          | 159      | 8     | 16       | 293      | 9     | 2        | 327   | 313      | 5.42     | 1.51    |

- 2024年度シーズン終了時

### ポストシーズン投手成績
| 年 度     | 球 団     | シ リ ｜ ズ | 登 板 | 先 発 | 勝 利 | 敗 戦 | セ ｜ ブ | 打 者 | 投 球 回 | 被 安 打 | 被 本 塁 打 | 与 四 球 | 敬 遠 | 与 死 球 | 奪 三 振 | 暴 投 | ボ ｜ ク | 失 点 | 自 責 点 | 防 御 率 |
| --------- | --------- | ----------- | ----- | ----- | ----- | ----- | -------- | ----- | -------- | -------- | ----------- | -------- | ----- | -------- | -------- | ----- | -------- | ----- | -------- | -------- |
| 2016      | SF        | NLDS        | 2     | 0     | 1     | 0     | 0        | 11    | 3.1      | 2        | 0           | 0        | 0     | 0        | 3        | 0     | 0        | 0     | 0        | 0.00     |
| 出場：1回 | 出場：1回 | 出場：1回   | 2     | 0     | 1     | 0     | 0        | 11    | 3.1      | 2        | 0           | 0        | 0     | 0        | 3        | 0     | 0        | 0     | 0        | 0.00     |

- 2024年度シーズン終了時

### 年度別守備成績
| 年 度 | 球 団 | 投手（P） | 投手（P） | 投手（P） | 投手（P） | 投手（P） | 投手（P） |
| 年 度 | 球 団 | 試 合     | 刺 殺     | 補 殺     | 失 策     | 併 殺     | 守 備 率  |
| ----- | ----- | --------- | --------- | --------- | --------- | --------- | --------- |
| 2016  | SF    | 4         | 2         | 0         | 0         | 0         | 1.000     |
| 2017  | SF    | 34        | 21        | 21        | 2         | 2         | .955      |
| 2018  | SF    | 47        | 5         | 24        | 0         | 1         | 1.000     |
| 2019  | SF    | 2         | 1         | 0         | 0         | 0         | 1.000     |
| 2019  | BAL   | 5         | 0         | 3         | 0         | 0         | 1.000     |
| '19計 | BAL   | 7         | 1         | 3         | 0         | 0         | 1.000     |
| 2022  | COL   | 24        | 5         | 3         | 0         | 0         | 1.000     |
| 2023  | COL   | 20        | 5         | 8         | 0         | 2         | 1.000     |
| 2024  | COL   | 20        | 5         | 14        | 0         | 2         | 1.000     |
| MLB   | MLB   | 156       | 44        | 73        | 2         | 7         | .983      |

- 2024年度シーズン終了時

### 背番号
- 50（2016年 - 2019年7月26日、2022年 - 2024年）
- 53（2019年8月12日 - 同年終了）